# Parabole du levain
Pour les articles homonymes, voir Levain (homonymie).

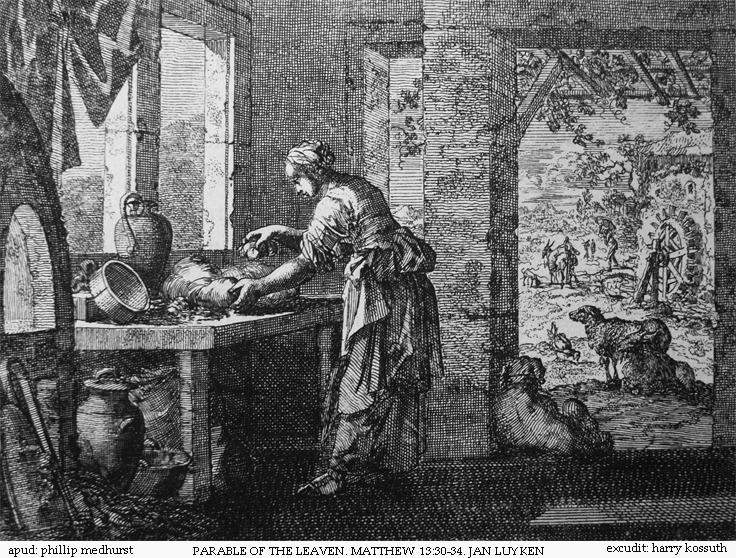
Gravure par Jan Luyken sur cette parabole, de la Bible Bowyer.

Le Levain est une parabole de Jésus Christ écrite dans deux Évangiles. Elle est une métaphore qu'il est possible d'interpréter de deux manières opposées.

## Texte
C'est l'une des plus petites paraboles de la Bible vu que sa taille se réduit à un seul verset de l'Évangile selon Matthieu, chapitre 13, verset 33. Le texte est celui-ci :

« Il leur dit cette autre parabole : Le royaume des cieux est semblable à du levain qu'une femme a pris et mis dans trois mesures de farine, jusqu'à ce que la pâte soit toute levée »

— Évangile selon Matthieu
Il y a un texte équivalent à celui-là présent dans l'évangile de Luc chapitre 13, verset 20 à 21.

« Il dit encore : À quoi comparerai-je le royaume de Dieu ? Il est semblable à du levain qu’une femme a pris et mis dans trois mesures de farine, pour faire lever toute la pâte. »

— Évangile selon Luc

## Interprétation
« Certains affirment que le levain représente l’œuvre divine et que le pain est le monde. Selon ce point de vue, l’église est le levain qui agit dans le monde. [...] L’autre interprétation présente une explication tout à fait contraire : c’est plutôt l’influence du monde qui se propagerait à l’intérieur de l’église. [...] Dans l’histoire de l’église, ces deux interprétations ont eu leur part de popularité. La majorité des commentateurs bibliques de notre époque préfèrent la première option, c’est-à-dire que l’église exerce une influence comparable à celle du levain dans la pâte – elle pénètre et transforme le monde. »

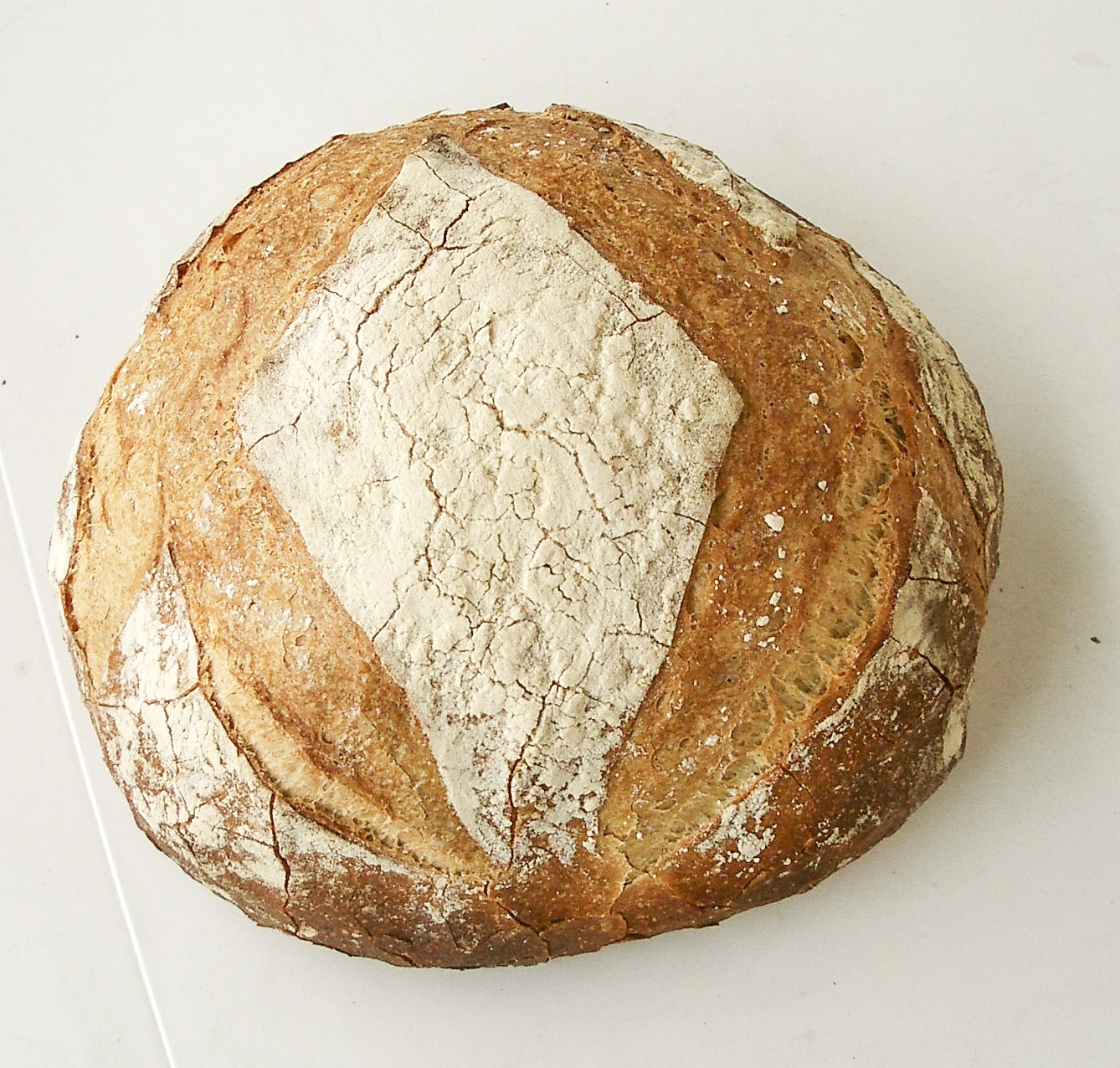
Du pain fabriqué avec du levain.

À propos du mauvais levain, Jésus prévient ses disciples : « Méfiez-vous du levain des pharisiens ! » (Mt 16, 6), montrant par là que les disciples ont reçu en eux quelque-chose de mauvais au contact des pharisiens. Peut-être des angoisses, peut-être également des signes extérieurs qu'ils sont perfectibles dans leur rôle de prêtres? En tout état de cause, Jésus cherche à montrer à ses disciples qu'ils ont le contrôle sur ce qui se passe à l'intérieur de leur cœur. C'est à eux de demander au Seigneur que la paix revienne en eux afin de chasser ce mauvais levain.

## Pastorale de l'enfouissement
Après avoir été utilisé dans le cadre de la parabole des talents, le terme d'enfouissement a été employé dans un sens différent, peu après le concile Vatican II : suivant la parabole du levain (Matthieu 13.33), il s'agissait pour les chrétiens, d’être comme le levain enfoui discrètement et sagement dans la pâte, et de la faire lever :
Il leur dit cette autre parabole : Le royaume des cieux est semblable à du levain qu’une femme a pris et mis dans trois mesures de farine, jusqu’à ce que la pâte soit toute levée.
Dès le pontificat de Jean-Paul II, cette pastorale a été corrigée, en invitant notamment les écoles à faire une annonce explicite de l’Évangile.